# Casarano
Casarano – miasto i gmina we Włoszech, w regionie Apulia, w prowincji Lecce.
Według danych na rok 2004 gminę zamieszkiwało 20 358 osób, 535,7 os./km².

## Współpraca
Miejscowość partnerska:
- Charleroi, Belgia[1]